# テレサ・マグバヌア型巡視船
テレサ・マグバヌア型巡視船（テレサ・マグバヌアがたじゅんしせん、英語: Teresa Magbanua-class patrol vessel）は、フィリピン沿岸警備隊の巡視船の船級。海上保安庁のくにがみ型巡視船の発展型にあたる。

## 設計
設計面では海上保安庁のくにがみ型巡視船をベースとしているが、ヘリコプター甲板に加えて格納庫も設置されており。H145T2ヘリコプター1機を搭載できる。また広範囲の海を監視できる最新のレーダーや、遠隔操作型の無人潜水機（ROV）なども備えている。
潜水病患者を治療するための再圧タンクや、救助した遭難者を収容するための居室も設けられている。

## 同型船
| 船番      | 船名                                   | 進水            | 就役           |
| --------- | -------------------------------------- | --------------- | -------------- |
| MRRV-9701 | テレサ・マグバヌア BRP Teresa Magbanua | 2021年 7月26日  | 2022年 5月6日  |
| MRRV-9702 | メルチョラ・アキノ BRP Melchora Aquino | 2021年 11月18日 | 2022年 6月12日 |

また2024年5月15日には、97メートル型巡視船5隻を政府開発援助（ODA）の円借款で追加調達することが発表された。